# Jacob van Loo
Jacob van Loo, také Jacob Vanloo, (francouzsky Jacques van Loo) (1614 Sluis, Zeeland, 26. listopad 1670 Paříž) byl malíř, kreslíř a rytec z období Zlatého věku raného nizozemského baroka, který v letech 1635-1660 maloval v Amsterdamu a v letech 1660-1670 v Paříži.

## Život
Narodil se v rodině Jana van Loo, malíře žánrů, u něhož absolvoval první školení. Městský archiv rodného města Sluisu byl během druhé světové války zničen a s ním i veškeré archiválie o rodině van Loových. Nejsou také známy žádné otcovy obrazy. V roce 1635 se rodina přestěhovala do Amsterdamu.
Mezi malířskými vzory Jacoba van Loo bývají jmenováni Thomas de Keyser a Jacob Adriaensz Backer. Jacob se v Amsterdamu připomíná jako samostatný malíř roku 1642, kdy již dosáhl osobitosti malířského projevu a popularity, která v žánru mytologických scén, a zejména vyobrazení nahých ženských těl zastiňovala i Rembrandta.
Otce Jan van Looa lze pravděpodobně pokládat za zakladatele devítičlenné pětigenerační dynastie malířů rodu van Loo, od Jacoba usídlené většinou ve Francii. Po přesídlení do Paříže bylo Jakobovo mistrovství během dvou let uznáno a on roku 1663 přijat za člena prestižní francouzské Akademie malířství a sochařství. V Jacobově dráze pokračovali jeho dva synové, malíři Abraham Louis a Jean.

## Dílo

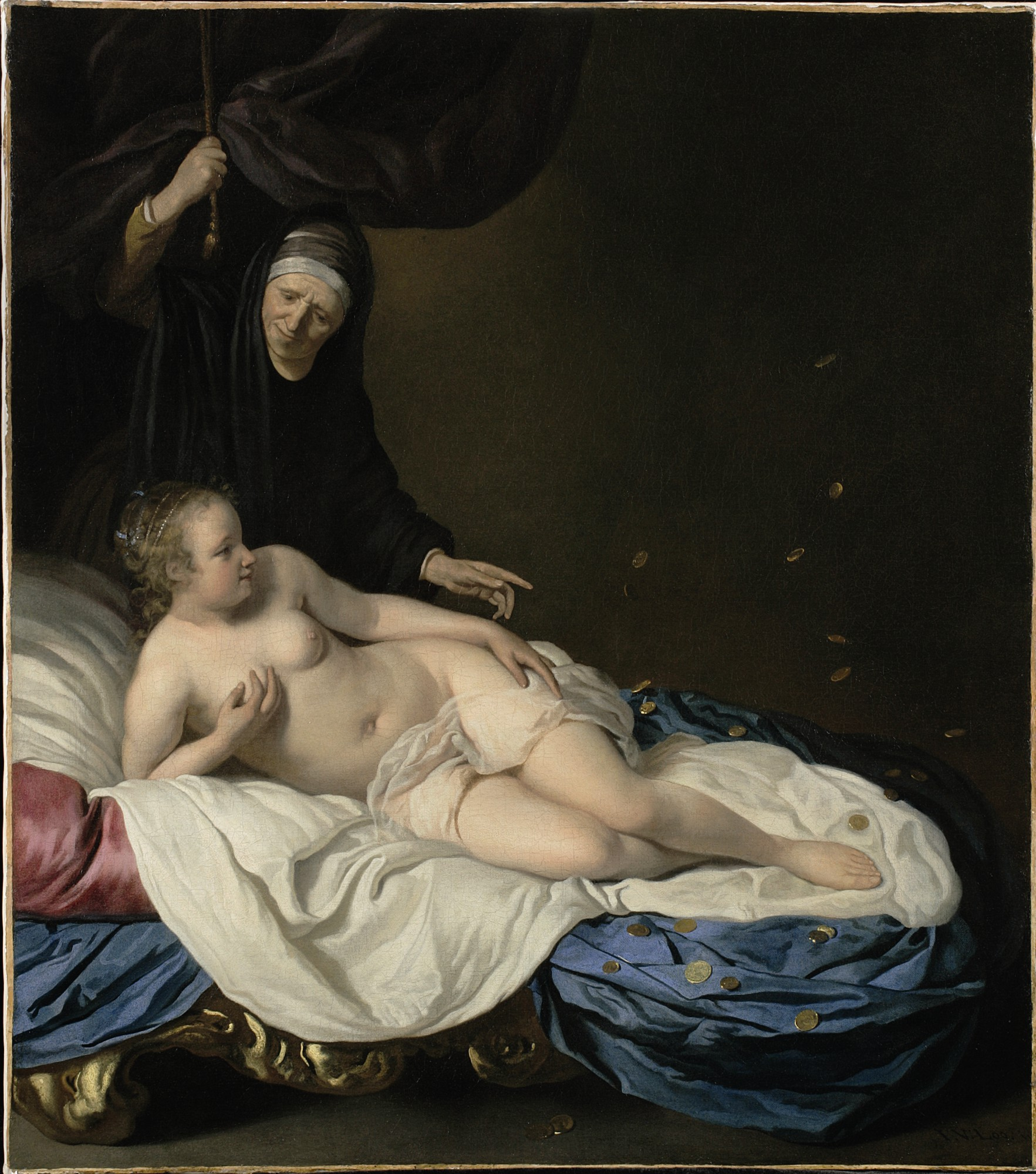
Danae II.

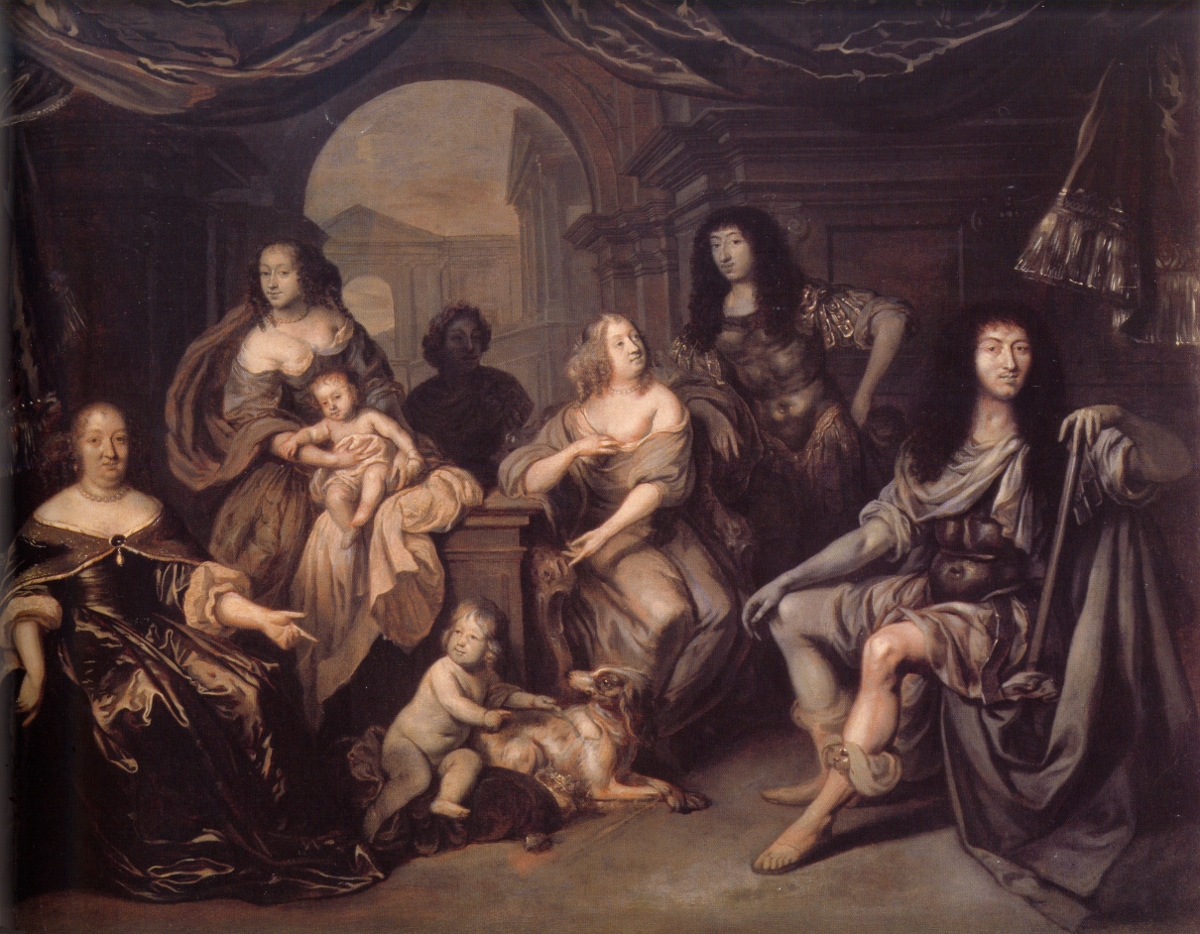
Francouzská královská rodina, kolem 1663

Maloval realistické portréty včetně mnohafigurových rodinných kompozic, žánry včetně erotických námětů, biblické výjevy i scény ze starověké mytologie. Dochovalo se téměř 40 obrazů, vesměs olejomaleb na plátně velkého formátu. Většina stěžejních děl je ve sbírkách Rijksmusea v Amsterdamu, Muzea Franse Halse nebo v muzeích francouzských.

## Významné obrazy
- Žena chystající se do koupele (1641-45), Musée des beaux arts, Lyon
- Portrét rodiny Meebeecka Cruywagena (asi 1642)
- Amarillis korunuje Mirtilla, scéna z tragikomedie Věrný pastýř od G. B. Guariniho
- Muzikanti v logii
- Melancholie, Muzeum Thomase Henryho, Cherbourg-en-Cotentin
- Diana a nymfy (1648), Státní muzea Berlín
- Milenci (kolem 1650), Rijksmuseum Amsterdam
- Skupinový portrét radních, almužníků a cechmistrů města Haarlemu; Muzeum Franse Halse, Haarlem
- Skupinový portrét radních dam, almužnic a cechmistrovských dam města Haarlemu; Muzeum Franse Halse, Haarlem
- Danae (dvě varianty kompozice); Rijksmuseum Amsterdam
- Francouzská královská rodina: Ludvík XIV. (sedící zcela vpravo): s manželkou Marií Terezou Španělskou (držící jednoroční dceru, buďto Annu Alžbětu (narodila se a zemřela roku 1662) nebo Marii Annu (narodila se a zemřela roku 1664), s dvouletým synem dauphinem Ludvíkem (sedí na psovi), s mladším bratrem Filipem Orleánským a jeho první manželkou Henriettou Annou Stuartovnou. Zcela vlevo sedí Ludvíkova matka, královna Anna Rakouská (sedící zcela vlevo). V pozadí ve stínu je busta římského císaře s vavřínovým věncem.
- Bakchická scéna se čtyřmi páry milenců, kolem 1653
- Venuše s amorem (3 varianty)